# San Antonio Challenger 2000
Il San Antonio Challenger 2000 è stato un torneo di tennis facente parte della categoria ATP Challenger Series nell'ambito dell'ATP Challenger Series 2000. Il torneo si è giocato a San Antonio negli Stati Uniti dal 25 settembre al 1º ottobre 2000 su campi in cemento.

## Vincitori

### Singolare
Xavier Malisse ha battuto in finale  Ronald Agénor con il punteggio di 7–6(3), 6–3

### Doppio
Wesley Whitehouse /  Gareth Williams hanno battuto in finale  Bob Bryan /  Mike Bryan con il punteggio di 6–3, 6–4